# Vesce à quatre graines
Ervum tetraspermum
Espèce
Classification phylogénétique
La vesce à quatre graines, Ers à quatre graines, Lentillon (Ervum tetraspermum L., 1753) est une espèce de plantes à fleurs de la famille des Fabacées. C'est une plante herbacée trouvée en Eurasie.

## Description

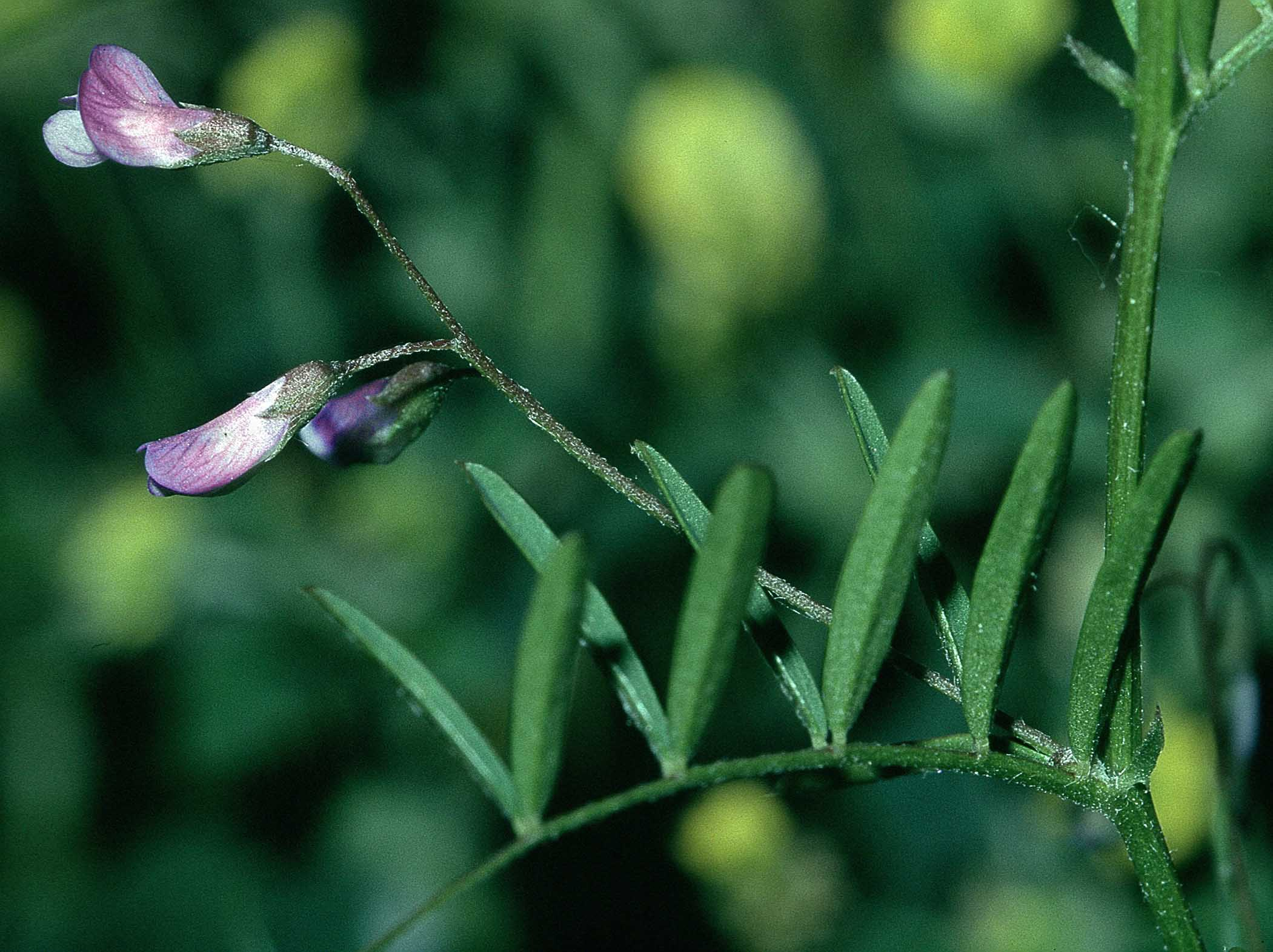
Détail.

C'est une petite plante grimpante à fleurs bleu pâle. Tiges anguleuses mais non ailées. Hauteur : 20-60 cm.

### Caractéristiques
Organes reproducteurs
- Couleur dominante des fleurs : bleu
- Période de floraison : juin-août
- Inflorescence : racème simple
- Sexualité : hermaphrodite
- Pollinisation : entomogame, autogame

Graine
- Fruit : gousse
- Dissémination : anémochore

Habitat et répartition
- Habitat type : annuelle commensale des cultures acidophiles, mésohydriques, mésothermes
- Aire de répartition : eurasiatique méridional

Données d'après : Julve, Ph., 1998 ff. - Baseflor. Index botanique, écologique et chorologique de la flore de France. Version : 23 avril 2004.